# Jackson Holliday
Jackson Matthew Holliday (Austin, Texas, 4 de diciembre de 2003), más conocido como Jackson Holliday, es un jugador profesional estadounidense de béisbol que se desempeña en la posición de segunda base en Baltimore Orioles, equipo de las Grandes Ligas de Béisbol (MLB).

## Carrera
En 2024, Holliday hizo su debut en la MLB con el equipo Baltimore Orioles, donde lleva jugando una temporada.